# Мурариу, Флорикэ
Флорикэ Мурариу (рум. Florică Murariu; 28 марта 1955 — 24 декабря 1989) — румынский регбист, капитан национальной сборной Румынии и клуба «Стяуа» в 1970-е и 1980-е годы. 10-кратный чемпион Румынии в составе клуба «Стяуа», трёхкратный чемпион Европы — обладатель Трофея ФИРА. В 1987 году в составе сборной Румынии принял участие в первом в истории чемпионате мира по регби. Мурариу погиб во время Румынской революции 1989 года, когда его по ошибке застрелил солдат, принявший игрока за вооружённого провокатора. Уголовное дело по факту убийства не было возбуждено, о чём стало известно в 2011 году после рассекречивания документов.

## Игровая карьера

### Клубная карьера
Флорикэ Мурариу родился 28 марта 1955 года в городе Миток. Свою карьеру регбиста он начинал в клубе «Фарул» из Констанцы. С 1974 по 1989 годы он был бессменным игроком основы бухарестского клуба «Стяуа», в составе которого 10 раз становился чемпионом Румынии — чемпионские титулы с командой он завоёвывал в сезонах 1976/77, 1978/79, 1979/80, 1980/81, 1982/83, 1983/84, 1984/85, 1986/87, 1987/88 и 1988/89. В сезонах 1975/76, 1977/78, 1985/86 и 1989/90 чемпионата Румынии он занимал 2-е место, в сезоне 1981/82 стал третьим, в сезоне 1974/75 — четвёртым. В 1977 году ему было присвоено почётное звание «Заслуженный мастер спорта Румынии».

### Карьера в сборной

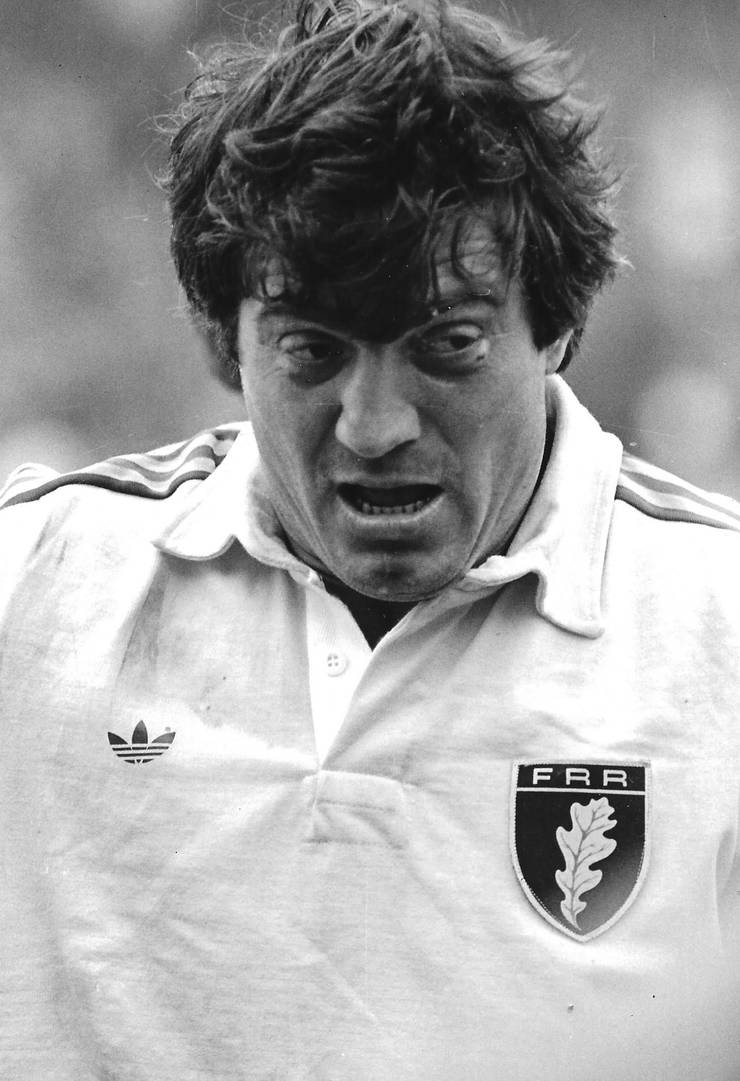
Мурариу в игре 22 октября 1980 года против английского клуба «Лестер Тайгерс»

28 марта 1976 года Мурариу дебютировал в составе сборной Румынии матчем против Нидерландов, выступив на позиции игрока третьей линии с Георге Дарабаном и Георге Думитру, а капитаном команды был впервые Мирча Параскив. «Дубы» победили со счётом 27:3. В том же году он участвовал в матче против Франции, в котором румыны победили 15:12. В составе сборной Румынии Мурариу неоднократно выступал на чемпионате Европы, носившем название «Трофей ФИРА», и добился там ряда успехов. Трижды он становился со сборной Румынии чемпионом Европы в сезонах 1976/77, 1980/81 и 1982/83. По четыре раза он завоёвывал серебряные медали (розыгрыши в сезонах 1977/78, 1978/79, 1979/80 и 1983/84) и бронзовые медали (розыгрыши в сезонах 1975/76, 1981/82, 1985/87 и 1987/89). В сезоне 1984/85 со сборной Румынии он занял 4-е место. В составе сборной Румынии он принял участие в первом розыгрыше Кубка мира по регби, прошедшем в Новой Зеландии в 1987 году: на турнире он сыграл два матча, занеся две попытки и набрав 8 очков.
20 сентября 1980 года Мурариу провёл матч в составе сборной мира (под названием Overseas XV) против сборной Уэльса, приуроченный к столетию валлийского регби. Игра состоялась в Кардиффе на стадионе «Кардифф Армс Парк» и завершилась со счётом 32:25 в пользу Уэльса. В октябре того же года Мурариу в составе сборной Румынии совершил большое турне по Ирландии — его команда сыграла против четырёх ирландских клубов «Манстер», «Ленстер», «Ольстер» и «Коннахт», представлявших четыре соответствующие ирландские провинции, и против сборной Ирландии. Первая игра состоялась против «Манстера» 4 октября 1980 года. «Манстер» рассчитывал легко справиться с румынами, поскольку имел опыт победы и над более серьёзными командами — 31 октября 1978 года он сенсационно обыграл сборную Новой Зеландии со счётом 12:0. Однако румыны сотворили ещё одну сенсацию и победили ирландский клуб со счётом 32:9, подавив уставшего противника во втором тайме, а после игры бурно отметили свою победу. Во втором матче против «Ленстера» румыны уступили 10:24, что было списано не только на последствия бурного празднования, но и на недооценку противника — тем же летом румыны обыграли у себя дома «Ленстер» со счётом 10:4. В третьем матче против «Ольстера» румыны уступали 0:10, однако сумели отыграться и победить со счётом 15:13. Четвёртый матч против «Коннахта» не имел такого значения, как первые матчи, однако румыны отыграли встречу в полную силу и победили 28:9. 18 октября состоялась пятая в том турне встреча румын, в которой они сыграли вничью против сборной Ирландии со счётом 13:13. 22 октября в завершение своего турне румыны отправились в Англию, где сыграли с командой «Лестер Тайгерс», действовавшим обладателем Английского кубка и лучшей командой всей Англии. Перед матчем тренер команды Валериу Иримеску напомнил игрокам, что этот матч ни на что не влияет, а является лишь шансом ещё раз показать все свои возможности. В итоге румыны одержали убедительную победу со счётом 35:7, а Флорикэ Мурариу в том матче занёс две попытки. 24 ноября 1980 года румыны дома на бухарестском стадионе Джулешти нанесли поражение сборной Франции со счётом 15:0 — в присутствии 20 тысяч зрителей было зафиксировано первое за 15 лет «сухое» поражение сборной Франции.
В течение трёх лет Мурариу был капитаном сборной Румынии: в 1988 году он вывел сборную в должности капитана на матч против Уэльса, в котором румыны победили 15:9. 24 сентября 1989 года он провёл свою последнюю игру за сборную Румынии против Зимбабве, которая завершилась победой румын со счётом 52:17. Всего Мурариу провёл за румынскую сборную 69 тестовых матчей (без учёта иных встреч, не носивших тестовый статус) и набрал 32 очка благодаря 8 попыткам (в те годы по правилам игры за каждую занесённую попытку команде присуждали 4 очка). На счету Мурариу было участие в ряде победных матчей — трижды с ним сборная Румынии побеждала сборную Франции (со счётом 15:12 в 1976 году, 15:0 в 1980 году и 13:9 в 1982 году), дважды — сборную Уэльса (со счётом 24:6 в 1983 году и 15:9 в 1988 году) и один раз сборную Шотландии (со счётом 28:22 в 1984 году).

## Гибель
24 декабря 1989 года Мурариу получил приказ вместе со своим другом Ионом Молдованом, крёстным отцом на его свадьбе, прибыть в расположение клуба «Стяуа» (район Генча). В районе бульвара Друмул Таберей (рум. Drumul Taberei), недалеко от парка Могиорош, их остановил личный состав бронетранспортёра TAB из в/ч 01270 (город Фокшани) во главе с капитаном Петре Олтяну (рум. Petre Olteanu) для проверки документов. Мурариу в тот день носил шинель и джинсы, а под шинелью, по некоторым данным — регбийку сборной Зимбабве, которую получил в качестве подарка на чемпионате мира в Новой Зеландии. Он расстегнул шинель и полез в нагрудный карман, чтобы достать документы, однако рядовой Фэникэ Лепэдату (рум. Fănică Lepădatu) неожиданно выстрелил в него из автомата, попав в область печени. Мурариу прохрипел «Ты меня убил», а Олтяну немедленно приказал разоружить Лепэдату, крича на него: «Ты что сделал, сукин сын?! Я тебе отдал приказ, а что ты сделал?!». Мурариу был госпитализирован в городскую больницу, но его не успели довезти — спустя несколько минут он умер от полученного ранения. Среди регбистов бухарестских клубов Мурариу был не единственным, кто погиб на баррикадах в те дни — жертвами событий стали игрок «Стяуа» Раду Дурбак, игроки «Рапида» Петре Астафеи (рум. Petre Astafei), Флорин Бутирии (рум. Florin Butirii) и Богдан Стан (рум. Bogdan Stan), а также игрок «Энергии» Кристиан Топоран (рум. Cristian Toporan).
В ходе следствия выяснилось, что Лепэдату принял Мурариу за некоего провокатора иностранных спецслужб или террориста, который во время проверки документов якобы пытался вытащить оружие из нагрудного кармана, в связи с чем солдат и выстрелил в регбиста. На допросе солдат сказал, что шинель и джинсы, в которые был одет Мурариу, по телевидению якобы называли характерной для террористов одеждой, и добавил, что ему рекомендовали при обнаружении подобно выглядевших людей стрелять на поражение. Ходили слухи, что солдата спровоцировала якобы зимбабвийская регбийка, однако доказательств этой версии не было представлено. 11 мая 1993 года по итогам предварительного расследования Лепэдату полностью признал свою вину, подтвердив, что после трагедии его разоружили и выписали ему выговор. В то же время он не выражал раскаяния в содеянном и не просил о снисхождении. Спустя неделю, 18 мая военный прокурор Георге Онча (рум. Gheorghe Oancea) подписал резолюцию номер 1005/P/1991, в соответствии с которой было принято решение прекратить следствие и не возбуждать уголовное дело, а материалы об этом деле и об иных преступлениях, совершённых на баррикадах (вне зависимости от того, признали ли обвиняемые себя виновными или нет) засекретить. Случившееся фактически списали на «ошибку в объекте».
В 2011 году брат погибшего Константин Мурариу обратился в военную прокуратуру, желая узнать подробности гибели брата. По его словам, после его обращения в прокуратуру в его адрес стали поступать многочисленные угрозы. В октябре того же года были рассекречены материалы о следствии по делу Флорикэ Мурариу: все эти годы, прошедшие со дня гибели регбиста, его родным и близким никто не сообщал ни о ходе следствия, ни о решении об отказе в возбуждении уголовного дела. В 2014 году Мурариу в интервью изданию ProSport заявил, что всё ещё хочет встретиться лицом к лицу с Лепэдату и задать ему напрямую вопрос, зачем тот выстрелил во Флорикэ.

## Память
Флорикэ Мурариу был похоронен в родном местечке Миток, где его именем были названы улица, общеобразовательная школа № 1 и дом-музей (музей был открыт в 2010 году). Отец Флорикэ умер через год после гибели сына, не смирившись с трагедией. В мае 1990 года во французском Оше сборная Румынии победила с счётом 12:6 сборную Франции, и игравший в том матче Гари Думитраш посвятил победу погибшему Мурариу. Ежегодно у Памятника героям революции в Генче проводятся памятные мероприятия, организованные клубом «Стяуа» в память Флорикэ Мурариу и Раду Дурбака, ещё одного погибшего на баррикадах Румынской революции регбиста.

## Достижения

### Клубные
- Чемпионат Румынии
  - Чемпион (10 раз): 1976/77, 1978/79, 1979/80, 1980/81, 1982/83, 1983/84, 1984/85, 1986/87, 1987/88, 1988/89[3]
  - Серебряный призёр: 1975/76, 1977/78, 1985/86, 1989/90[3]
  - Бронзовый призёр: 1981/82[3]

### В сборной
- Чемпионат Европы (Трофей ФИРА)
  - Чемпион (3 раза): 1976/77[англ.], 1980/81[англ.], 1982/83[англ.][3]
  - Серебряный призёр (4 раза): 1977/78[англ.], 1978/79[англ.], 1979/80[англ.], 1983/84[англ.][3]
  - Бронзовый призёр (4 раза): 1975/76[англ.], 1981/82[англ.], 1985/87[англ.], 1987/89[англ.][3]